# Zdice
Zdice (deutsch Zditz, auch Zdic, älter auch Zitz) ist eine Stadt in Tschechien. Sie liegt neun Kilometer südwestlich von Beroun am Červený potok und gehört zum Okres Beroun.

## Geographie
Zdice befindet sich am Fuße des 368 Meter hohen Knihov im gemeinsamen Tal des Červený potok und Litavka, das hier die natürliche Grenze zwischen dem Brdywald und dem Pürglitzer Wald bildet. Oberhalb der Stadt fließt der Stroupinský potok dem Červený potok zu, welcher sich unterhalb des Knihov mit der Litavka vereint.
Am Südrand der Stadtbebauung verläuft entlang des Červený potok die Trasse der Autobahn D5, deren Abfahrt den Namen der Nachbargemeinde Bavoryně trägt. Die Autobahntrasse trennt die Stadt von der zwischen Červený potok und Litavka gelegenen Siedlung U nádraží, in der sich auch der Bahnhof und die Gewerbegebiete befinden. In Zdice zweigen sich die Eisenbahnen von Beroun nach Rokycany bzw. Příbram.
Nachbarorte sind Král, Svatá und Černín im Norden, Trubín, Levín, Počaply, Karlova Huť und Popovice im Nordosten, Slavíky, Tmaň und Lounín im Osten, Chodouň im Süden, Stašov und Bavoryně im Südwesten sowie Knížkovice und Hředle im Westen.

## Geschichte
Zdice wurde vermutlich im Jahre 1039 im Zuge der Besiedlung der Gebiete westlich von Prag unter Břetislav I. angelegt. Erste urkundliche Nachweise stammen aus dem Jahre 1148 als Děpold auf einem Gehöft bei Zdice den aufständischen Soběslav II. gefangen nahm. Zdice gehörte seit dem 13. Jahrhundert dem Bistum Prag und war Zollstation. Zu dieser Zeit wurde wahrscheinlich auch die Kirche errichtet.
Wenzel II. entriss Zdice aus dem geistlichen Besitz und gliederte den Ort 1302 den Gütern der königlichen Stadt Beroun an. Nach der Errichtung der Burg Karlštejn ordnete Karl IV. Zdice 1357 der Herrschaft Karlštejn zu. Später wurde Zdice zum Besitztum der böhmischen Hofkammer. Am 16. Oktober 1424 trafen sich im heutigen Rathaus Unterhändler der böhmischen Katholiken aus Žebrák und der Utraquisten aus Beroun zu Waffenstillstandsverhandlungen, in deren Ergebnis die Waffenruhe bis zu einer weiteren Verhandlung in Kouřim verlängert wurde.
Kaiser Sigismund ordnete Zdice schließlich der Herrschaft Točník zu. Während dieser Zeit erfolgte die Erhebung zum Markt und 1607 wurde Zdice Teil der Kammerherrschaft Králův Dvůr, zu der es bis zur Aufhebung der Patrimonialherrschaften im Jahre 1848 gehörte.
1806 nahm die Grube Theresia den Betrieb auf, diesem Eisenerzbergwerk folgten weitere. 1850 wurde die Zuckerfabrik Skally & Macháčka gegründet. In der zweiten Hälfte des 19. Jahrhunderts siedelten sich nach der Aufnahme des Verkehrs auf der Böhmischen Westbahn im Jahre 1862 Industriebetriebe an. Nach der Einweihung des ersten Abschnittes der Rakonitz–Protivíner Bahn wurde Zdice zu dem wichtigen Eisenbahnkreuz in Westböhmen. Am 6. Mai 1872 wurde Zdice zum Marktflecken erhoben.
Am 17. November 1939 wurde in Zditz ein Attentat auf den Wehrmachtskurier Josef Altmeyer verübt. Über die Gegend wurde das Standrecht verhängt und während der Untersuchungen sämtliche 800 männlichen Einwohner zwischen 16 und 60 Jahren drei Tage lang interniert sowie die Erschießung jedes zehnten angedroht. Nachdem mit Josef Pilát aus Hředle der Schuldige ermittelt war, wurde die Aktion beendet.
1965 wurde der Bergbau in Zdice eingestellt. Seit dem 1. Juli 1994 ist Zdice eine Stadt.

## Ortsgliederung
Die Stadt Zdice besteht aus den Ortsteilen Černín (Tschernin), Knížkovice (Knischkowitz) und Zdice (Zditz). Das Gemeindegebiet gliedert sich in die Katastralbezirke Černín u Zdic, Knížkovice und Zdice. Grundsiedlungseinheiten sind Černín, Knížkovice, Zdice und Zdice-u nádraží.

## Sehenswürdigkeiten
- Barocke Kirche Maria Geburt, die ursprünglich gotische Kirche Alba Ecclesia aus dem 13. Jahrhundert erhielt ihre heutige Gestalt in den Jahren 1747 bis 1749
- Rathaus, das ursprünglich als Ausspanne dienende und bis 1735 gotische Bauwerk stammt aus dem Mittelalter und besitzt einen mittelalterlichen Tonnengewölbekeller. Seine klassizistische Fassade erhielt es in der 2. Hälfte des 18. Jahrhunderts. Bis 1810 diente es als Poststation und war dann bis zur Nutzung als Rathaus im Jahre 1951 ein Gasthof.

## Persönlichkeiten

### Söhne und Töchter der Stadt
- Cosmas von Prag (1045–1125), Chronist
- Václav Rosa (1630/31–1689), Sprachwissenschaftler, Dichter und Jurist
- Karel Prokš (1851–1898), Zuckerfabrikant und Erfinder
- Marie Gärtnerová (1877–1965), Opernsängerin, Tänzerin, Professorin und Musikpädagogin
- Otto Schöbl (1877–1938), Arzt und Bakteriologe, Lehrstuhlinhaber für Bakteriologie an der Universität Tokio
- Vilém Kreibich (1884–1955), Maler
- Vladimír Polívka (1893–1938), slowakischer Pädagoge, Professor und Politiker
- Milan Kuna (* 1932), Musikwissenschaftler, Autor und Herausgeber

### In Zdice lebten und wirkten
- Josef Vorel (1801–1874), der Pater und Komponist war seit 1835 Kaplan und ab 1846 Pfarrer in Zdice, wo er bis zu seinem Tode wirkte.
- Josef Poncar (1902–1986), Volksmusikkomponist und Kapellmeister
- Vladimír Kadlec (1912–1998), der Pädagoge, Rektor und Publizist wuchs in Zdice auf, wo sein Vater als Lokomotivführer arbeitete